# Set Your Goals
Set Your Goals est un groupe de pop punk américain, basé à San Francisco, en Californie. Leur musique, comme A Day to Remember ou Four Year Strong, est basée sur un mélange de pop punk et de hardcore mélodique, appelée easycore. Leur nom provient de l'album éponyme de CIV.

## Biographie

### Débuts (2004–2008)

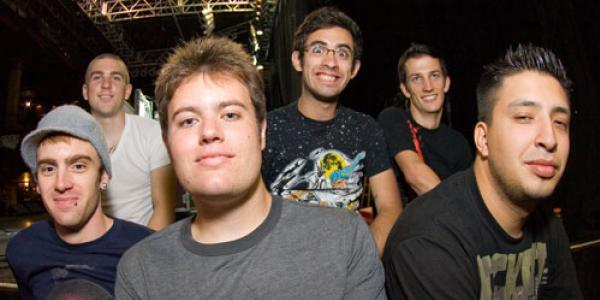
Set Your Goals en 2007.

Formé en 2004, Set Your Goals publie son premier EP éponyme au label Straight on Records en mai la même année. Le groupe embarque dans ses premières tournées avec The Warriors et Make Move, tandis que leur EP attire l'intérêt d'un nombre de labels. Après près de deux ans de tournée, ils signent avec le label Eulogy Recordings et rééditent l'EP sous le nom de Reset en avril 2005. Audelio Flores se joint au groupe en avril 2006, après avoir joué au sein d'un groupe appelé Amity from Los Angeles. 
Leur deuxième album à Eulogy est leur premier album studio intitulé Mutiny!, publié en juillet 2006. En hiver 2007, Dave Yoha quitte le groupe en bons termes pour cause d'épuisements. Daniel Coddaire revient pour les tournées avant de se joindre officiellement au groupe en 2008 ; Coddaire est le premier guitariste de Set Your Goals.
Au printemps 2007, ils jouent à la tournée d'Anti-Flag, aux côtés d'Alexisonfire et Big D and the Kids Table. Set Your Goals publie une version acoustique de la chanson Echoes pour la compilation Punk Goes Acoustic 2 publiée au label Fearless Records en 2007. Ils reprennent aussi le morceau Put Your Hood Up de Lil Jon pour la compilation Punk Goes Crunk, publiée en avril 2008. Au printemps 2008, ils jouent au Bamboozle Roadshow avec Saves the Day, Armor for Sleep, Valencia et Metro Station. Set Your Goals publie la chanson The Fallen sur Trig et MySpace.

### This Will Be the Death of Us(2008–2010)

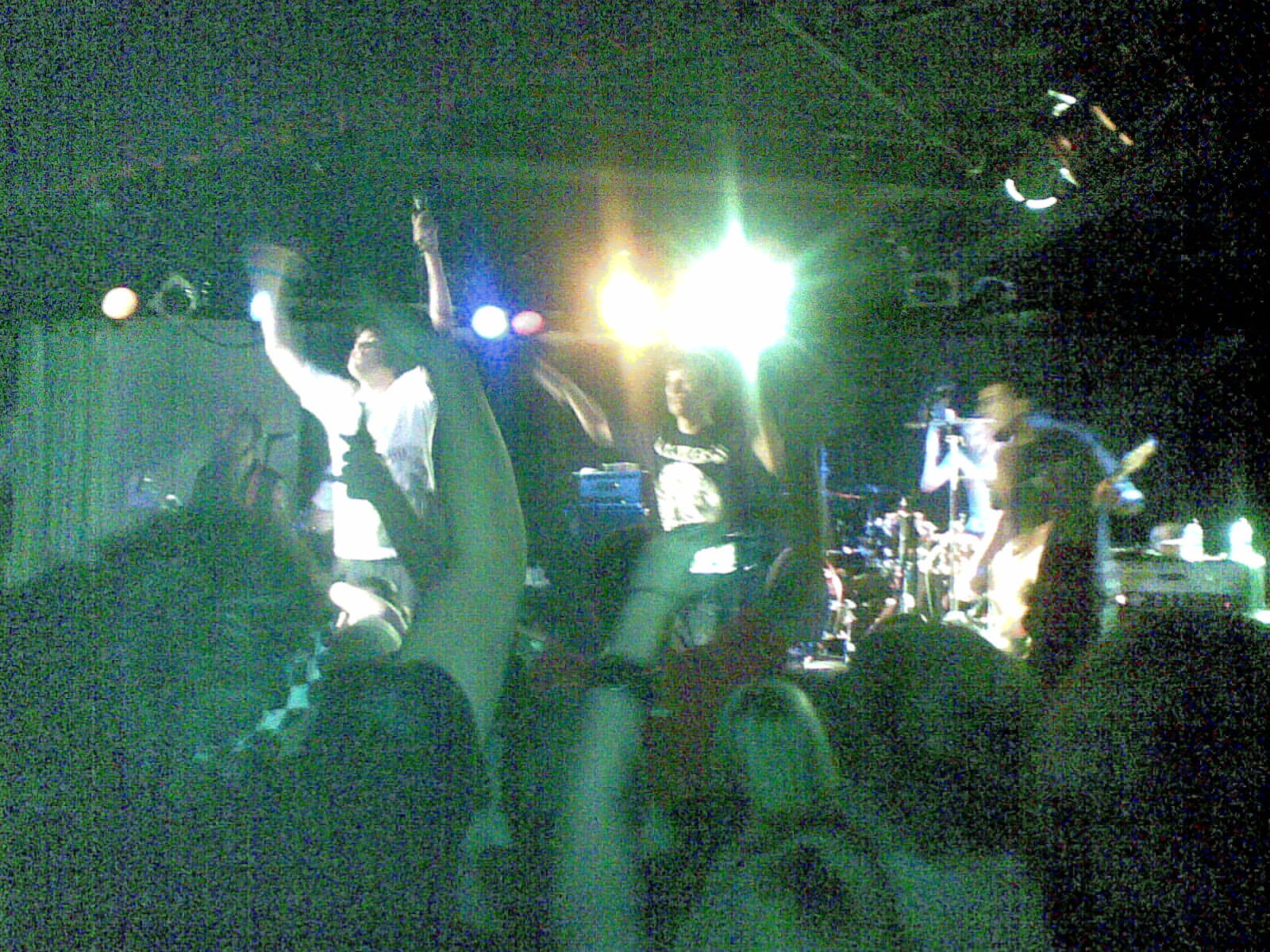
Set Your Goals au Corner Hotel, à Melbourne, en juin 2009.

Set Your Goals signe avec Eulogy Recordings en août 2008. Le chanteur Matt Wilson annonce ensuite un nouvel album du groupe. En mars 2009, Epitaph Records annonce sa signature avec le groupe. Ils jouent en soutien à New Found Glory à la tournée UK Easy Core plus tard la même année. Ils les soutiendront également au Not Without a Fight au début de 2009.
Le 1er mai 2009, le groupe joue sous le nom de Set Your Grohls, des reprises de Nirvana et Foo Fighters. Leur deuxième album studio, This Will Be the Death of Us, est publié à Epitaph Records le 21 juillet 2009, et produit par Mike Green (Paramore, The Matches). En soutien à l'album, ils tournent en Australie avec All Time Low et Stealing O'Neal, puis aux États-Unis en juillet et août avec Four Year Strong, Polar Bear Club, The Swellers, et Fireworks. Ils jouent de nouvelles chansons de This Will Be the Death of Us sur scène. Le 28 juillet, Set Your Goals annonce son album This Will Be the Death of Us à la 65e place du Billboard 200. Leur chanson Gaia Bleeds apparait dans le jeu vidéo Madden NFL 10.
Ils jouent au Warped Tour 2010 avec notamment Parkway Drive, Four Year Strong, Emmure, Whitechapel, et Suicide Silence. Ils tournent aussi en soutien à You Me At Six et The Blackout outremer en novembre. Le groupe joue en tête d'affiche à Liverpool, Leeds et Northampton.

### Burning at Both Ends(2010–2012)
Le 11 octobre 2010, le groupe annonce sur Twitter une suite de This Will Be the Death of Us avec le producteur Brian McTernan. Il est annoncé pour printemps 2011. Le 7 janvier 2011, ils révèlent le titre de leur nouvel album, Burning at Both Ends, annonce pour le 27 juin 2011.
En février et mars 2011, le groupe joue avec Parkway Drive à leur tournée américaine aux côtés de The Ghost Inside et The Warriors. Après la tournée, en avril 2011, le groupe joue avec un autre groupe de metalcore, August Burns Red, avec Texas in July et Born of Osiris. En parallèle au nouvel album du groupe, Burning at Both Ends, ils jouent au Vans Warped Tour, en juin et août 2011. Le 15 août 2011, le groupe est annoncé à la tournée Pop Punk's Not Dead Tour.
Le 5 octobre 2011, le groupe publie la vidéo de The Last American Virgin.
Le 24 avril 2012, le groupe publie deux nouvelles chansons, Only Right Now et I'll Walk It Off, produits par Chad Gilbert de New Found Glory. Set Your Goals annonce plus tard dans l'année son entrée en studio pour un nouvel album avec Chad. Le 24 octobre 2012, Mike(y) Ambrose annonce son départ sur Facebook.

### Inactivité (2013–2015)
Après son départ de Set Your Goals, le batteur Mike Ambrose se joint au groupe d'emo Misser. En mars 2013, le guitariste Audelio Flores, Jr. annonce via Instagram et Facebook l'inactivité de Set Your Goals. Depuis, il jouera avec What's Eating Gilbert (avec Chad Gilbert de New Found Glory). Le 3 mai 2013, le bassiste Joe Saucedo annonce sur Twitter avoir lancé un nouveau groupe.
En février 2014, Matt Wilson lance un label appelé Calaveras Records, grâce à la plateforme Kickstarter. Wilson annonce la réédition des premières démos de Set Your Goals rachetées depuis Eulogy Recordings, à temps pour célébrer le dixième anniversaire du groupe. 

### Retour (depuis 2015)
Le 3 décembre 2015, Set Your Goals publie un photo sur laquelle est marquée 12-7-2015, indiquant un lancement prévu pour le lundi 7 décembre 2015. L'annonce est le retour de Set Your Goals. Ils jouent plusieurs concerts au printemps 2016, d'abord au 924 Gilman Street à Berkeley, en Californie.

## Membres

### Membres actuels
- Jordan Brown – chant, piano, claviers, synthétiseur, guitare (depuis 2004)
- Matt Wilson – chant, samples (depuis 2004)
- Daniel Coddaire – guitare solo, samples (2004–2006, 2007 en tournée, depuis 2008)
- Audelio Flores, Jr. – guitare rythmique, chœurs (depuis 2006)
- Michael Ambrose –  batterie, percussions (depuis 2004)
- Joe Saucedo – basse, chœurs (depuis 2005)

### Anciens membres
- Chris Pigao – chant (2004–2005)
- Israel Branson – guitare basse (2004)
- Jason Bryceman – guitare basse (2005)
- Tim Brooks – guitare (2004)
- Manuel Peralez – guitare (2004–2006)
- Dave Yoha – guitare (2005–2007)